# Dobor Dezső
Dobor Dezső (Budapest, 1954. január 16. – 2024. március 13. vagy előtte) szerkesztő, riporter, sportújságíró, sporttörténész.
1972-ben kezdett dolgozni a Magyar Televíziónál, ahol évtizedeken át volt a Telesport munkatársa. Összesen kilenc olimpiáról közvetített, illetve tudósított. Több évtizeden keresztül látott el sajtófőnöki feladatokat különböző hazai sporteseményeken, alelnöke volt a Nemzetközi Sportújságíró Szövetség Birkózó Bizottságának, valamint a Magyar Sportújságírók Szövetségének, emellett kétszer beválasztották a Nemzetközi Sportújságíró-szövetség elnökségébe. Jelentős riport- és dokumentumfilmeket készített, illetve könyveket írt olimpiákról, magyar olimpiai bajnokokról, a magyar kosárlabdázásról, meghatározó magyar és külföldi sportolókról, edzőkről, futballcsapatokról.

## Pályafutása
1972-ben érettségizett a XIII. kerületi Közgazdasági Szakközépiskola (mai nevén BGSZC Károlyi Mihály Kéttannyelvű Közgazdasági Technikum) külkereskedelmi tagozatán, 1980-ban angol-történelem szakos középiskolai tanári diplomát szerzett az ELTE bölcsészkarán.
Középiskolai angoltanára Gyulai István volt, ő hívta 1972-ben a Magyar Televízió sportrészlegéhez, a Telesporthoz, ahol eleinte külsősként, majd 1980-tól belsős munkatársként dolgozott, néhány évnyi kihagyással egészen 2005-ig.
Gyakornoki évei alatt sokat dolgozott együtt az annak idején főleg súlyemelést közvetítő Szőnyi Jánossal, ez is hozzájárult, hogy a későbbiekben ő lett ennek a sportágnak a felelőse a küzdősportok (birkózás, cselgáncs, ökölvívás) mellett. Első alkalommal az 1981-es lille-i súlyemelő-világbajnokságról közvetíthetett élőben, bemutatkozása pozitív kritikákat kapott.
Első jelentős munkája a népszerűvé vált Sportmúzeum című műsor szerkesztése volt 1982 és 1988 között, amely havonta 20 percben mutatta be a magyar sporttörténet kiemelkedő alakjait és eseményeit (a műsor elődje a szintén általa szerkesztett, 1981-ben havi 10 percben sugárzott Sportmozi volt).
1993-ban kinevezték a Telesport felelős szerkesztőjévé, ezt a pozíciót 1996-ig töltötte be, majd 1997 és 1998 között a háttérműsorok rovatvezetője volt. Négy nyári (1988, 1992, 1996, 2004), valamint egy téli olimpiáról (1998) közvetített kommentátorként, emellett további négy (három nyári és egy téli) olimpiáról tudósított. A Magyar Televízión kívül dolgozott még a HungaroSportnál (1999), az RTL Klubnál (2006–2007-ben a Havazin című műsor főszerkesztőjeként), valamint az Echo TV-nél szintén főszerkesztőként (2008–2011).
1985-től kezdve rendszeresen látott el sajtófőnöki feladatokat kiemelt jelentőségű magyarországi sporteseményeken, nyári és téli sportágaknál egyaránt, például kosárlabda BEK-döntőn (1986, Budapest), a Formula–1 magyar nagydíjon (1988), súlyemelő-világbajnokságon (1990, Budapest) és Európa-bajnokságon (1992, Szekszárd), mezeifutó-világbajnokságon (1994, Budapest) és Európa-bajnokságon (2012, Budapest), ökölvívó-világbajnokságon (1997, Budapest), női kosárlabda-Európa-bajnokságon (1997, Budapest), szabadtéri atlétikai Európa-bajnokságon (1998, Budapest), műkorcsolya Európa-bajnokságon (2004 és 2014, Budapest), cselgáncs Európa-bajnokságon (2013, Budapest), rövidpályás gyorskorcsolya-világbajnokságon (2013, Debrecen), junior műkorcsolya-világbajnokságon (2016, Debrecen), valamint a Bécs–Budapest Szupermaratonon több éven át.
Részt vett az 1985-ben létrejött Magyar Olimpiai Akadémia megalapításában. 1988-tól három cikluson keresztül tagja volt a Magyar Olimpiai Bizottságnak, 1986 és 1992 között a Nemzetközi Sportújságíró Szövetség Birkózó Bizottságának alelnöki posztját töltötte be, több éven át szintén alelnöke volt a Magyar Sportújságírók Szövetségének, 2008-ban kinevezték a Nemzetközi Súlyemelő-szövetség sajtófőnökévé is. 2009-ben és 2013-ban – összesen nyolc évre – beválasztották a Nemzetközi Sportújságíró-szövetség (AIPS) elnökségébe. A 2010-es években több alkalommal sajtófőnöke volt az év sportolója díjátadó gálának.
Több jelentős kiállítás sportkurátoraként dolgozott: Álmok Álmodói, világraszóló magyarok (2002), Mi, Magyarok Látogatóközpont (2014), Világraszóló Bajnokaink (2021). 2016-tól az Olimpiai Bajnokok Klubjának titkári teendőit látta el. Főszerkesztője és szerzője volt a Magyar Kosárlabda Archívum Alapítvány által működtetett, a hazai kosárlabdázás történetét bemutató Kosárlabda-múzeum című virtuális kiállításnak, kurátora a 2022-ben Budaörsön megnyitott Magyar Kosárlabda-múzeumnak.
Több portréfilmet készített világhírű magyar és külföldi sportolókról, így Puskás Ferencről, Papp Lászlóról, Eusébióról, Franz Beckenbauerről, Ayrton Sennáról, Carl Lewisról és a nyolcszoros Mr. Olympia-győztes testépítőről, Lee Haney-ról.
Egyik legismertebb televíziós munkája az Olimpiai arcképcsarnok című, három évig készített, 1994-re befejezett tízrészes sorozat, amely bemutatja az addigi magyar olimpiai bajnokokat, szám szerint 134-et, megszólaltatva a filmben az összes akkor még élő bajnokot. Ugyanebben az időben készült A világ nagy futballklubjai című négyrészes riportfilmje, amely világhírű futballklubokat (AFC Ajax, Liverpool FC, AC Milan, Real Madrid CF) mutat be. Szintén 1994-ben a negyedik világbajnoki címét megszerző brazil, 1998-ban pedig az első VB-győzelmét elérő francia labdarúgó-válogatottról készített riportfilmet.
Jelentős alkotása a Zoltán János Péterrel közösen rendezett, az 1956-os melbourne-i olimpiáról szóló, 2005-ben bemutatott Olimpiának indult… című dokumentumfilmje, valamint a film alapján készült, azonos című könyve. Munkásságáért számos díjjal tüntették ki.

## Díjai, elismerései
- Ezüstgerely díj második helyezett (1988) A női atlétika kezdeti lépései című filmért (szerkesztő: Dobor Dezső, riporter: Gyulai István, rendező: Mahrer Emil)[51]
- Magyar Népköztársasági sportérdemérem bronz fokozata (1987)[52]
- Magyar Népköztársasági sportérdemérem arany fokozata (1988)[53]
- Az Év Televíziós Újságírója (1992)[54]
- MOB-médiadíj (1993) az Olimpiai arcképcsarnok című tízrészes sorozatért[2][55]
- Ezüstgerely díj (1994) az Olimpiai arcképcsarnokért és A világ nagy futballklubjai című filmért[54][56]
- Sportsajtódíj (1995)[54]
- Palermo város különdíja (1997) a Nemzetközi sportfilmfesztiválon a Puskás Ferencről szóló filmért[2]
- A Magyar Sportújságírók Szövetségének kitüntetése a sportújságírás világnapján (1998)[57]
- Az év sportújságírója (2003)[58]
- A Magyar Sportújságírók Szövetsége Nívódíjának második helyezettje (2011)[59]
- Ezüstgerely életműdíj (2003)[2]
- Nemzeti Sportszövetség különdíja (2007) az Olimpiának indult… című filmért (Zoltán János Péterrel közösen)[60]
- MOB-médiadíj oklevél-elismerés (2007) az Olimpiának indult… című filmért (Zoltán János Péterrel közösen)[55]
- Ezüstgerely díj második helyezett (2011) az 1960-as római olimpiáról szóló Olimpiász című filmért[61]
- MOB Fair Play-díj (2013)[12]
- MOB-médiadíj oklevél-elismerés (2016) a 2015-ös kvangdzsui nyári universiade magyar médiacsapatának: Dobor Dezső stábfőnök, Marjai Péter és Forró Gábor[55]
- Ezüstgerely díj második helyezett (2020) A Prokopp című könyvért (társszerzők: Dávid Sándor és Prokopp László)[62]
- Ezüstgerely díj (2022) a Keleti 100 – „Mert szeretek élni…” című könyvért (társszerző: Dávid Sándor)[63]

## Fontosabb könyvei
- Kosárlabda-évkönyv (szerk.) – 1983/1984, 1985/1986, 1986/1987, 1987/1988, 1988/1989[64]
- Dobor Dezső (szerk.): Edzőóriások – A magyar sport halhatatlan mesterei (2004)[65]
- Dobor Dezső: Olimpiának indult… (2006)
- Dobor Dezső (főszerk.): Sportkaleidoszkóp (2007)[14]
- Hódy László, Dobor Dezső (szerk.): Osztályidegenből halhatatlan (2017) – Hódy László Európa-bajnok (1955) kosárlabdázó önéletrajzi könyve[66]
- Dobor Dezső, Dávid Sándor, Prokopp László: A Prokopp (2018) – az első magyar olimpiai bajnok (1912) sportlövő, Prokopp Sándor pályafutásának története[62]
- Dobor Dezső, Dávid Sándor: Keleti 100 – „Mert szeretek élni…” (2020) – Keleti Ágnes ötszörös olimpiai bajnok tornász pályafutásának története a közelgő 100. születésnapja alkalmából[67]

## Fontosabb televíziós munkái
- Brazília, a négyszeres győztes (riportfilm, 1994)
- Olimpiai arcképcsarnok (portré- és dokumentumfilm a magyar olimpiai bajnokokról, 1994)
- A világ nagy futballklubjai (riportfilmek az Ajaxról, a Liverpoolról, a Milanról és a Real Madridról, 1994)
- Egy cserép virág helyett… (dokumentumfilm Ayrton Sennáról, 1995)
- Puskás Ferenc – Egy legenda életre kel (portréfilm, 1997)
- Diadalív (riportfilm a világbajnok francia labdarúgó-válogatottról, 1998)
- Minden kosár egy győzelem (dokumentumfilm a magyar kosárlabda történetéről a Magyar Kosárlabda Szövetség fennállásának 60. évfordulóján, 2002)
- Fejezetek egy megperzselt napló lapjairól (dokumentumfilm a Budapest Sportcsarnok létrejöttéről és leégéséről, 2003)
- Olimpiának indult… (dokumentumfilm az 1956-os melbourne-i olimpiáról, 2005)
- Minden nap új nap – Szupermaraton (riportfilm a Bécs–Pozsony–Budapest Szupermaratonról, 2006)